# ネプチューンオオカブト
ネプチューンオオカブトまたはネプチューンオオカブトムシ（学名：Dynastes neptunus）は、コウチュウ目（鞘翅目）・コガネムシ科・カブトムシ亜科・カブトムシ族・オオカブト属 Dynastes に分類される昆虫（カブトムシ）の一種である。オス成虫の全長は最大で165 mm以上に達する種で、世界最長のカブトムシである同属のヘラクレスオオカブト D. helcures に次ぎ、世界で2番目に全長が大きいカブトムシである。種小名 neptunus はギリシア神話のポセイドンと同一視されるローマ神話の古い神ネプトゥーヌスに由来する。

## 概要

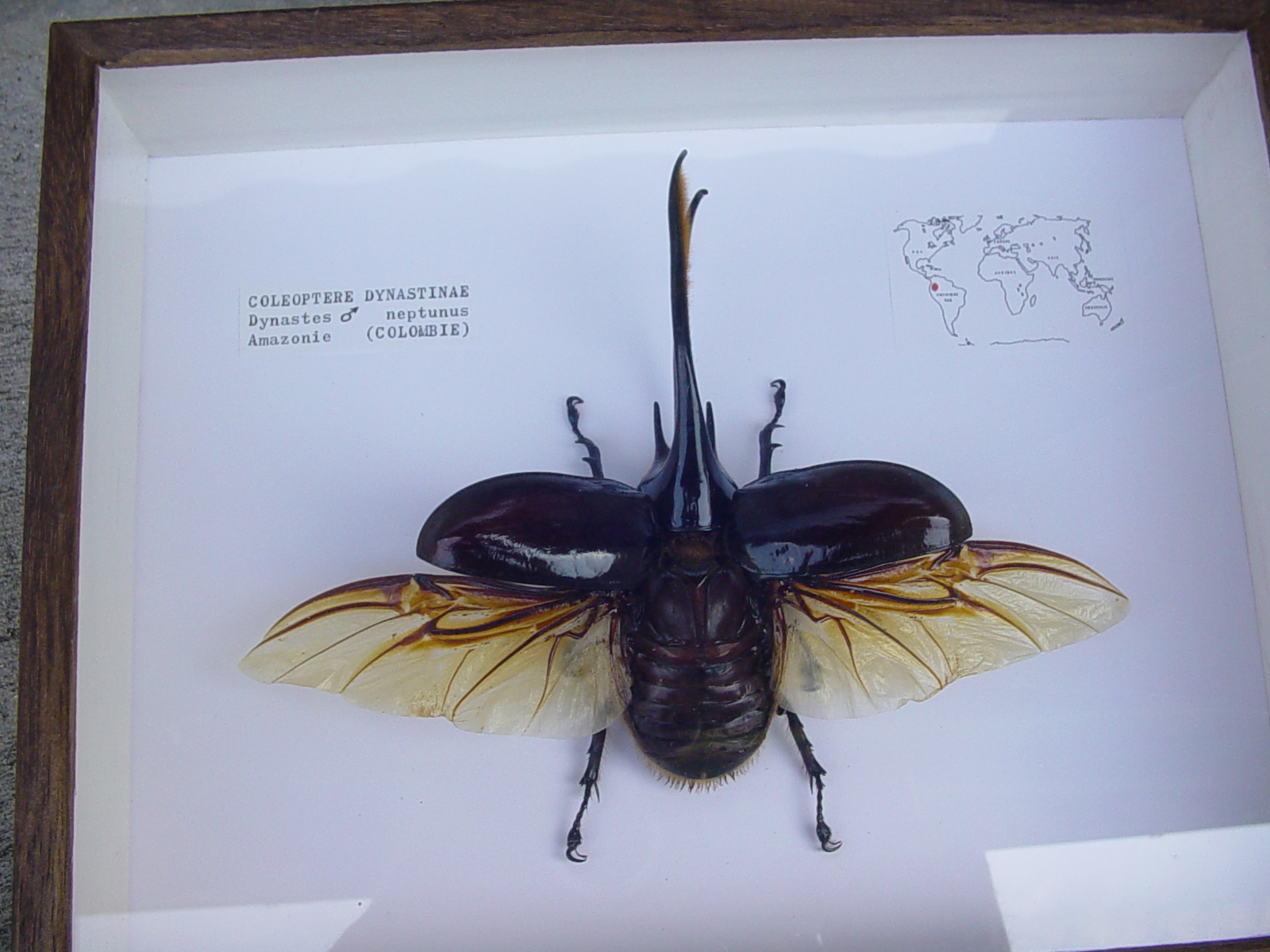
ネプチューンオオカブトの標本

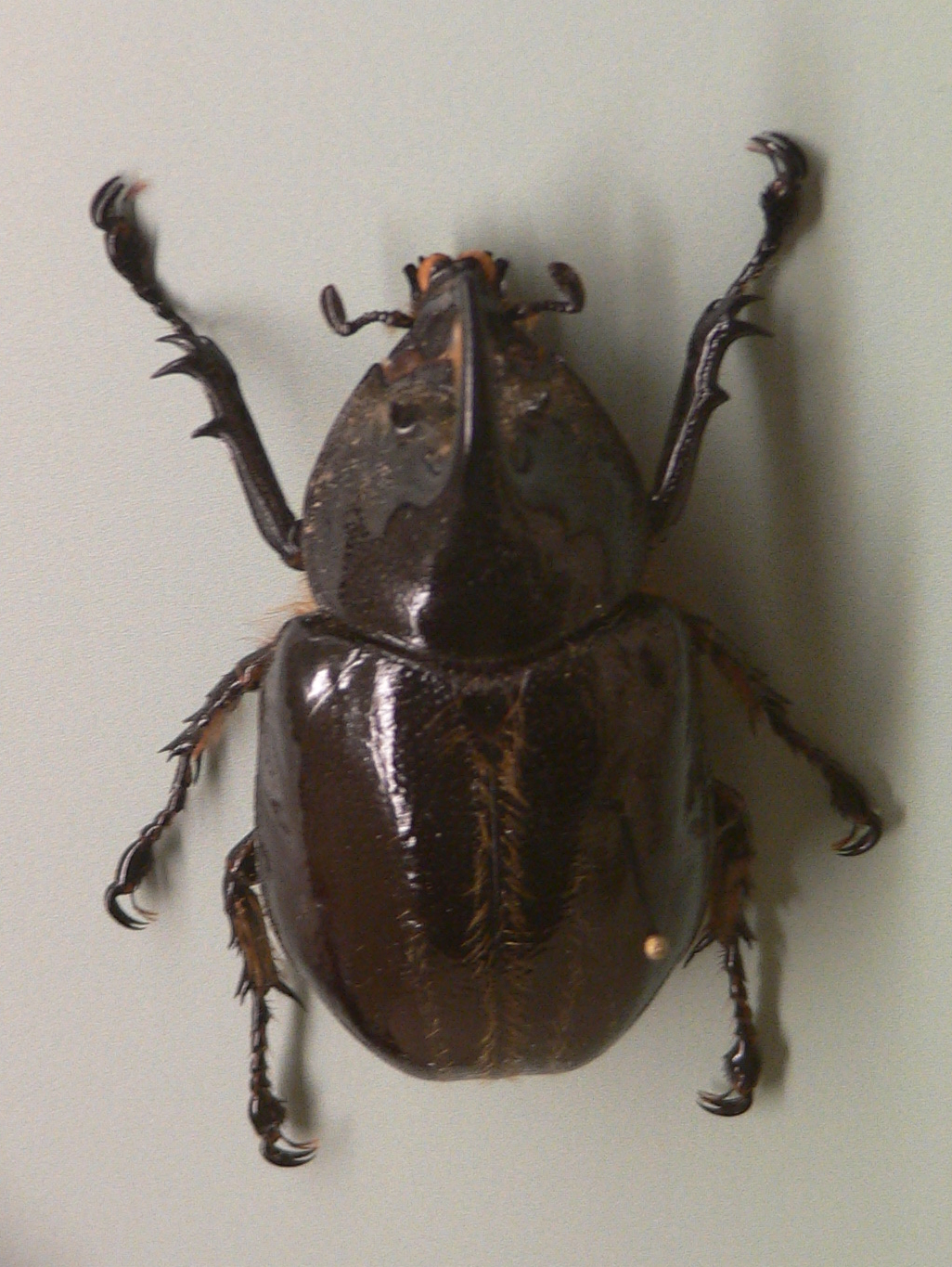
角の小さい個体

体長に比して、頭角・胸角共に非常に細長く（大型のオスでは体長の2分の1ほどの長さの胸角と頭角を持つ）、胸角下部にはオレンジ色の毛がブラシ状に密生し、頭角はカブトムシ類および甲虫類としては最長で、胸角基部にも2本の角状の突起がある（これはオオカブト属の中で最長である）。頭角には1本のやや長い突起と、鋸歯状の小突起が並ぶ。体色は光沢のある漆黒色。
成虫の全長（胸角先端から前翅先端までの長さ）は、オスの場合は80 - 165 mm、メスの場合は50 - 73 mmで、オスの体表面は平滑で光沢がある。中脚・後脚の爪は湾曲が極端に強い。むし社の調査によれば、人工飼育下で確認されているオスの最長個体は157.3 mmである。

### カバイロオオカブト属
ヘラクレスオオカブトとは乾燥時の前翅の色の他に、前述のように胸部に別の1対の角があることから区別できるが、むしろ符節の形状など（オスの符節は他の本属の種と比較して明らかに短く、さらに各符節の末端部が異様に肥大し、その下面には各々独立した明瞭で強壮なとげを数本備え、雌雄共に体全体が濃い黒褐色である）からサタンオオカブトとの近縁関係が指摘され、これら2種を独立のカバイロオオカブト属（Theogenes属）として扱う向きもある。
ただしネプチューンオオカブトとヘラクレスオオカブトの交雑個体であるヘラチューンも報告されている。

## 生態
アンデス山脈（コロンビア、エクアドル、ペルー北部）の熱帯雨林に断続的に分布する。生態はあまり報告されていないが、Thierry Porionのエクアドルでの夜間採集談によると、「本種はほとんど常に深夜から早朝にかけてしか灯火に飛来せず、こういった理由が、本種を長い間珍種とさせていた理由かもしれない」とのことである。
幼虫は倒木や腐葉土、朽木を食べて成長する。幼虫期間は2年半 - 3年程度である。
また、大型カブトムシ全般に共通する特徴として、本種も羽化後は成熟までに3 - 6ヶ月ほどの期間を要する。闘争本能が強い傾向にあり、エクアドルでは分布域が重複するヘラクレスオオカブトの亜種リッキーと戦うこともある。
成虫は樹液や腐った果実を好み、それらを求めて地上を移動する。成虫の寿命もヘラクレスオオカブトに次いで長く、半年から1年近く生きる個体もいる。
ヘラクレスオオカブト同様雨が降った後に活動が活発になり、灯火にもよく飛来する。現地には四季がないため一年を通して見られるが、野生個体は5月、6月に日本に入荷することが多い。またコロンビアの山地では11月から翌年の1月にかけて頻繁に灯火へ飛来するという文献もある。

## 飼育
ヘラクレスオオカブトと変わりない。幼虫期間がヘラクレスオオカブトよりも長く、羽化までに2年半 - 3年程を要する。餌に対する嗜好も異なり、発酵の進んだ餌を好む。蛹室はヘラクレスオオカブトと違って気温が影響してくる。また、オス幼虫は蛹の大きさ・形状に合わせて横に長い蛹室を形成するため、飼育容器の大きさや形にも考慮する必要がある。

## ローチオオカブト（ベネズエラ産亜種）
ベネズエラ産のものはローチオオカブト（学名Dynastes neptunus rouchei、体長はオス56.8 - 130.3 mmと基亜種より若干小型）と呼ばれ本種の亜種と位置付けられている。オスの上翅の位置はより長く、毛列の位置は会合部、会合部より4分の1及びほぼ中央及び3か所に備え、毛列は会合部の物ほど長い。メスは原名亜種と異ならない。2016年6月に日本国内に初入荷した。またネプチューンよりも若干高温でも問題ないようである。